# 悪いことしましョ! (2000年の映画)
『悪いことしましョ!』（Bedazzled）は、2000年のアメリカ映画である。1967年のイギリス映画『悪いことしましョ!』（Bedazzled）のリメイクである。

## ストーリー
その悪魔はコンピューター・シミュレーションにより人々の魂を分析し、付け入るべき個人の弱点を特定している。このプログラムは、サンフランシスコのコンピューター会社で将来の見えない仕事をしている、優しくてオタク的で何事もやり過ぎてしまう男、エリオット・リチャーズをターゲットに選ぶ。彼には友達がおらず、同僚からも避けられている。彼は同僚のアリソン・ガードナーに恋をしているが、彼女をデートに誘う勇気は無い。エリオットはバーでアリソンと話そうとして同僚に見捨てられた後、アリソンと一緒にいられるなら何でもすると独り言う。魅力的で美しい女性の姿をした悪魔がエリオットが言ったことを聞き、魂と引き換えに7つの願いを叶えてやると申し出る。
試しに、エリオットはビッグマックとコーラのラージサイズを希望する。悪魔は彼をマクドナルドに連れて行き、注文を出す。「無料のランチなどというものは無い」と悪魔から言われ、エリオットは代金を支払う羽目になる。オークランドのナイトクラブにある自分のオフィスにエリオットを連れて行った後、悪魔はエリオットに契約書に署名するように言い、彼の追加の願いを叶える。しかし、悪魔は常に、エリオットが予期していないものや望んでいないものを追加して、彼の願いを台無しにする。
5つの願いを叶えた後、エリオットは彼が酒に酔っていると思った神父に対して告解して逮捕される。警察官の格好をした悪魔は、彼を監房に放り込み、彼女はエリオットが好きで、自分と友達になっても悪くないはずだと言う。エリオットと同じ監房の人懐こい男は、魂は神のものであるため売ることは出来ない、悪魔はエリオットを混乱させようとするかもしれないが、エリオットは最後には自分の本当の姿と目的が何かを理解するだろうと言う。エリオットはその男が何者かを尋ねるが、男は「本当の良い友人だ」と言うだけだった。
エリオットは悪魔に契約の解除を願い出る。悪魔が拒否すると、エリオットは最後の願いの権利は行使しないと言う。悪魔は彼らを地獄に瞬間移動させる。悪魔が彼に最後の願いを言うように迫ると、エリオットはアリソンが、エリオットがいようがいまいが、幸せな人生を送れることを望む。悪魔はため息をつき、エリオットは地獄の底に落ちる。彼は大理石の階段で目を覚まし、ここは天国なのかと思う。悪魔は、無私の願いは契約を無効にすると小さい字で契約書に書いてあると言う。エリオットは、彼女が自分を振り回してきたにも拘わらず、悪魔のことを好きになり、彼女を友達だと思っていると言う。彼女は、天国と地獄は地球上にも存在し、それを選ぶのは人間なのだと言う。エリオットはアリソンをデートに誘うが、彼女がすでに別の男性と付き合っていることを知る。そして彼は自分が何者であるかをよりよく理解し、日々を送る。
同僚の1人であるボブがやって来て、エリオットを馬鹿にする。エリオットはボブのシャツを掴み怯えさせるが、「話せてよかった」とだけ言って手を離す。家で、彼は新しい隣人ニコールと出会う。ニコールは、見た目はアリソンに似ているが、性格、興味、ファッションセンスはエリオットの方にかなり近い。 彼は彼女の荷解きを手伝うことを申し出て、2人は交際を始める。2人が大通りを歩いていると、白い服を着た悪魔とエリオットの同房者がチェスをしている。悪魔のコンピュータプログラムはニコールとエリオットの欠点を列挙しているが、彼らはそれらを良しとする。

## キャスト
| 役名                                                                               | 俳優                         | 日本語吹替                                  | 日本語吹替 |
| 役名                                                                               | 俳優                         | ソフト版                                    | 機内上映版 |
| ---------------------------------------------------------------------------------- | ---------------------------- | ------------------------------------------- | ---------- |
| エリオット・リチャーズ ジェフ メアリ エイブラハム・リンカーン                      | ブレンダン・フレイザー       | 森川智之                                    | 宮本充     |
| 悪魔                                                                               | エリザベス・ハーレイ         | 唐沢潤                                      | 高島雅羅   |
| アリソン・ガードナー ニコール・デラロッソ                                          | フランセス・オコナー         | 石塚理恵                                    |            |
| ダニエル ダン ダニー エステバン ナンパ男 ラマー・ギャレット オインゲゲデゲババ博士 | オーランド・ジョーンズ       | 桐本琢也                                    | 楠大典     |
| ボブ ロベルト ナンパ男 ボブ・ボブ                                                  | ポール・アデルスタイン       | 岩崎ひろし                                  |            |
| ジェリー アレハンドロ ナンパ男 ジェリー・ターナー ランス                           | トビー・ハス                 | 後藤敦                                      |            |
| キャロル ペントハウス女主人                                                        | ミリアム・ショア             | 安達忍                                      |            |
| 同室の男 天使                                                                      | ガブリエル・カソーズ         | 高木渉                                      |            |
| 神父                                                                               | ブライアン・ドイル＝マーレイ | 西村知道                                    |            |
| 巡査部長                                                                           | ジェフ・ドーセット           | 谷昌樹                                      | 水野龍司   |
| 上司                                                                               | アーロン・ラスティグ         | 西前忠久                                    |            |
| ラウル                                                                             | ルドルフ・マーティン         |                                             |            |
| ジョン・ウィルクス・ブース                                                         | ジュリアン・ファース         |                                             |            |
| その他                                                                             | N/A                          | 五十嵐麗 藤原美央子 吉岡ふみお 黒崎彩子 MAI |            |
|                                                                                    |                              |                                             |            |
| 演出                                                                               | 演出                         | 神尾千春                                    |            |
| 翻訳                                                                               | 翻訳                         | 原口真由美                                  |            |
| 調整                                                                               | 調整                         | 佐藤隆一                                    |            |
| 制作                                                                               | 制作                         | ビデオテック                                |            |

- ソフト版吹き替え - VHS・DVD収録

U-NEXT、Disney+で配信
- 機内上映版吹き替え - Netflixで配信

## 備考
- 制作当初、エリオットの最後の変身はロック・スターであった。この時の彼は、麻薬中毒で心身ボロボロ、放送禁止用語を連発する悪漢であった。アリソンもまた、同様の堕落ぶりを見せた。しかし、善良なエリオットにそぐわないとして、試写会では大いに不評であった。これを受け、急遽この変身を大統領に差し替えたという。事の経緯と当初の映像はDVD版の特典映像で見ることができる。
- 本作以前、1967年のオリジナル版を原案にジョン・ウーが、1982年に『アーメン・オーメン・カンフーメン!』という作品を作りあげている。